# Ґрохув-Шляхецький
Ґрохув-Шляхецький (пол. Grochów Szlachecki) — село в Польщі, у гміні Соколів-Підляський Соколовського повіту Мазовецького воєводства.
Населення — 319 осіб (2011).
У 1975-1998 роках село належало до Седлецького воєводства.

## Демографія
Демографічна структура станом на 31 березня 2011 року:
|          | Загалом | Допрацездатний вік | Працездатний вік | Постпрацездатний вік |
| -------- | ------- | ------------------ | ---------------- | -------------------- |
| Чоловіки | 151     | 20                 | 113              | 18                   |
| Жінки    | 168     | 24                 | 89               | 55                   |
| Разом    | 319     | 44                 | 202              | 73                   |